# Isla La Blanquilla
La Blanquilla es una isla perteneciente  y administrada como una de las dependencias federales venezolanas (64° 35´ y 11° 50´N) de aproximadamente 64,53 km² (6453 hectáreas) de extensión.

## Ubicación geográfica
Es una isla ubicada en el este del mar Caribe en la latitud 11.º 51' norte y longitud 64º36' oeste, al oeste del pequeño país de Granada, a 138.9  km al norte de isla de Margarita y a 170 km al noroeste de la costa de Puerto La Cruz, en el Estado Anzoátegui.

## Historia
En junio de 1680, el pirata francés Michel de Grammont junto al colono norteamericano Thomas Paine y un pirata inglés de apellido Wright, toman la isla La Blanquilla y planifican el ataque a Cumaná (Venezuela).
En 1871 la isla es organizada por el gobierno de Antonio Guzmán Blanco como parte del Territorio Colón, siendo ocupada en 1874 por súbditos holandeses quienes fueron desalojados por el gobierno venezolano poco después.

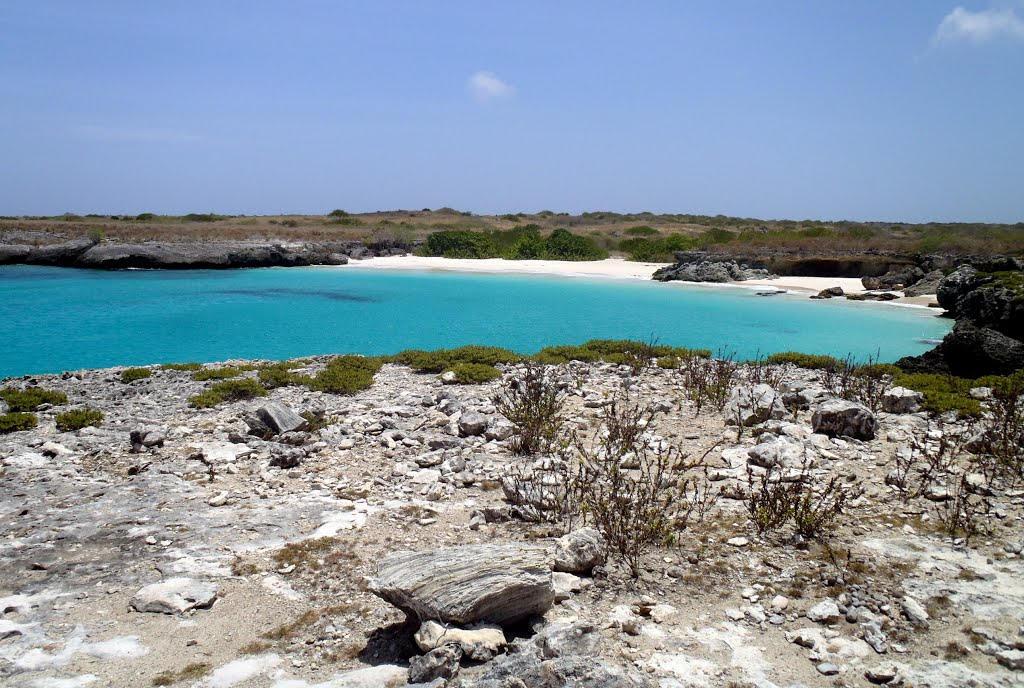
Vista de una pequeña bahía.

En 1938 pasan a formar parte de las Dependencias Federales, creadas por ley en ese año, desde entonces permanece prácticamente deshabitada, excepto por la presencia de la estación secundaria de guardacostas "TN FERNANDO GÓMEZ DE SAA" de la Armada Bolivariana de Venezuela, y por pescadores margariteños que la frecuentan en algunas épocas del año.
En la década de los 80 la isla estuvo en algunos sectores alquilada para criar ganado, actividad que se abandonó poco después.

## Características
Tiene una longitud de costas de 25 km y una altura máxima de 30 m. Conocida por sus playas de arena blanca (de allí su nombre), existe una base de instalaciones militares, un apostadero de la Armada y una pista de aterrizaje.
La Isla es totalmente virgen, casi inhabitada, en su más puro estado natural, no posee agua dulce y un clima seco, tiene forma de flecha y está constituida principalmente por piedra caliza. Catalogada como una isla encantadora por sus playas de agua azul turquesa y sus arenas de color blanco, también posee arrecifes de coral de poca profundidad con mucha biodiversidad y gran riqueza de vida subacuática, es por esto que se hace ideal para practicar el snorkeling y el buceo. En sus tranquilas aguas es posible observar delfines, pequeñas ballenas piloto o golfines, tiburones, rayas gigantes y mantas. Entre las especies coralinas se puede observar el raro coral negro (Antipatharia) que se utiliza en joyerías.

### Política y gobierno
La isla de La Blanquilla es una dependencia Federal, y por tanto Según la Ley orgánica de las Dependencias Federales de 1938 aún en vigencia, todo lo relativo al gobierno y administración de dichas dependencias corresponde directamente al Ejecutivo Federal o Nacional (Art.3) No está bajo la jurisdicción de ningún estado federal ni municipio, por lo que no posee ni gobernador ni alcalde, ni ningún tipo de autoridad electa. La Armada de Venezuela mantiene pequeños puestos y realiza la vigilancia de sus costas. Están bajo la administración de la Dirección Nacional de Coordinación del Desarrollo Fronterizo y de las Dependencias Federales, un organismo subordinado al Ministerio del Interior y Justicia venezolano.